# Hoplopleura rukenyae
Hoplopleura rukenyae är en insektsart som beskrevs av Ferris 1921. Hoplopleura rukenyae ingår i släktet Hoplopleura och familjen gnagarlöss. Inga underarter finns listade i Catalogue of Life.